# Coll de la Creueta (Castellar de n'Hug-Toses)
El Coll de la Creueta és un coll de muntanya a 1.921,7 metres d'alçada sobre el nivell del mar (el rètol de l'administració de Carreteres al Coll posa 1.888 metres) que fa de divisòria entre el cim de Pla Baguet a l'oest, i el tossal de La Creueta a l'est.
La seva situació es troba al límit entre les comarques del Ripollès (Toses) i del Berguedà (Castellar de n'Hug), a la divisòria d'aigües entre les conques del Riu Ter i Llobregat. En concret pel nord, hi ha el torrent de la Creueta, tributari del torrent del Pla de Rus, que ho és a la vegada del riu Rigart, i aquest al riu Ter. Pel sud, hi ha el torrent de la font del boix, tributari del riu Llobregat.
La vessant berguedana està inclosa al Parc Natural Cadí-Moixeró.
El Coll de la Creueta és un lloc de pas important de diferents rutes i camins.
- Hi creua la Carretera BV-4031.
- Sender de gran recorregut GR3.
- Camí ramader. Diferents camins d'accés a les pastures del Pla d'Anyella, com el Camí ramader del Lluçanès al Ripollès.

## Ciclisme
El Coll de la Creueta és considerat un dels grans ports de Catalunya i del Pirineu, una pujada llarga i exigent especialment des del vessant sud.
Mai final d'etapa. En diferents competicions ha sigut port de muntanya:
- Volta Ciclista a Espanya 1998. 1r port de muntanya (de 3) de la 10a etapa, de Vic (Osona) a Pal (La Massana, Andorra) de 199,3 km, efectuada el 15/09/1998.[1] Considerat el port més dur.
- Volta Ciclista a Espanya 2000. 3r port de muntanya (i últim) de la 9a etapa, de Sabadell (Vallès Occidental) a La Molina (Alp, La Cerdanya) de 175 km, efectuada el 06/09/2000.[2]
- Volta Ciclista a Espanya 2001. Port de muntanya de la 10a etapa, de Sabadell (Vallès Occidental) a La Molina (Alp, La Cerdanya) de 168,4 km, efectuada el 18/09/2001.[3][2]
- Volta Ciclista a Catalunya 2014. Port de muntanya (de categoria especial) de la 3a etapa, de Banyoles (Pla de l'Estany) a La Molina (Alp, La Cerdanya) de 162,9 km, efectuada el 26/03/2014.[2]
- Volta Ciclista a Catalunya 2015. Port de muntanya (de categoria especial) de la 4a etapa, de Tona (Osona) a La Molina (Alp, La Cerdanya) de 188,4 km, efectuada el 26/03/2015.[4][2]
- Volta Ciclista a Catalunya 2019. Port de muntanya (de categoria especial) de la 4a etapa, de Llanars (Ripollès) a La Molina (Alp, La Cerdanya) de 150,3 km, efectuada el 28/03/2019.[5]

## Mobilitat hivernal
La Carretera BV-4031 al seu pas pel Coll de la creueta presenta per l'alçada (prop dels 2000 metres) en que es troba importants limitacions per neu, però especialment per les acumulacions que es provoquen amb el vent formant unes congestes de neu que ocasionen una greu dificultat per obrir pas o la mobilitat en general. La important nevada del 4 i el 5 de febrer de 2018 va fer acumulacions de fins a 4 metres d'alçada, l'obertura i el pas d'un autocar amb el pas just es va convertir en viral a la xarxa, i també a moltes televisions.